# Шире шаг, маэстро!
«Шире шаг, маэстро!» — советский короткометражный фильм 1975 года. Дебютная ВГИКовская дипломная работа режиссёра Карена Шахназарова, снятая по одноимённому рассказу Василия Шукшина (впервые опубликован в журнале «Новый мир» № 7 за 1970 год).

## Сюжет
Cельский врач Солодовников направлен для обязательных трёх лет практики в глубинку. Постоянно опаздывающий на работу 25-летний врач строит амбициозные планы своей научной карьеры: к 45 годам иметь свою кафедру в Москве, научные работы, учеников. По плану у него начать писать «Записки из глубинки сельского врача» и операция на мениске у ребёнка, но главврач больницы операцию переносит на следующий день, а его просит съездить за листами железа для больницы.

## В ролях
- Александр Сафронов — Георгий Николаевич Солодовников
- Нина Гребешкова — Анна Афанасьевна, главврач сельской больницы
- Владимир Маренков — Ненароков, председатель совхоза
- Георгий Бурков — Морозов, кладовщик

## О фильме
Дебютный фильм — дипломная работа выпускников ВГИКа (мастерская Игоря Таланкина) режиссёра Карена Шахназарова и оператора Владимира Шевцика. Государственная экзаменационная комиссия во главе с Леонидом Гайдаем присвоила работе оценку «отлично». Свой следующий — «взрослый» фильм Шахназаров снял только через четыре года.
Фильм считается классикой короткометражного кино, регулярно показывается в ретроспективных программах на фестивалях (так в 2012 году картина была показана в ходе церемонии открытия «Кинотавра», а в 2018 году в рамках российской программы 40-го ММКФ.), отмечается удачное экранное воплощение шукшинского текста, фильм высоко оценивается как киноведами — так, по оценке Сергея Кудрявцева дипломная работа режиссёра вышла неплохой, так и коллегами-кинематографистами:

Хороший диплом, причём неожиданный взгляд на Шукшина, очень тихая была картина по настроению.— режиссёр Александр Панкратов-Чёрный

Добротный фильм, великолепный актерский ансамбль (А. Сафронов, Н. Гребешкова, Г. Бурков), душевность — главные достоинства этой картины.— режиссёр Владимир Тумаев

Фильму не чужда лирика и созерцательность. Шахназаров не демонизирует деревню, концентрируясь на обаятельных мелочах жизни. Фактурные второстепенные персонажи, одного из которых играет Георгий Бурков, артист, который впоследствии появится во «взрослых» фильмах режиссера. Раннего Шахназарова интересует взаимодействие человека с окружающими. Главный герой чем-то родственен Курьеру или Косте Иванову («Мы из джаза») — все они как бы «не от мира сего»— МосКино, 2020 год